# Ibercut

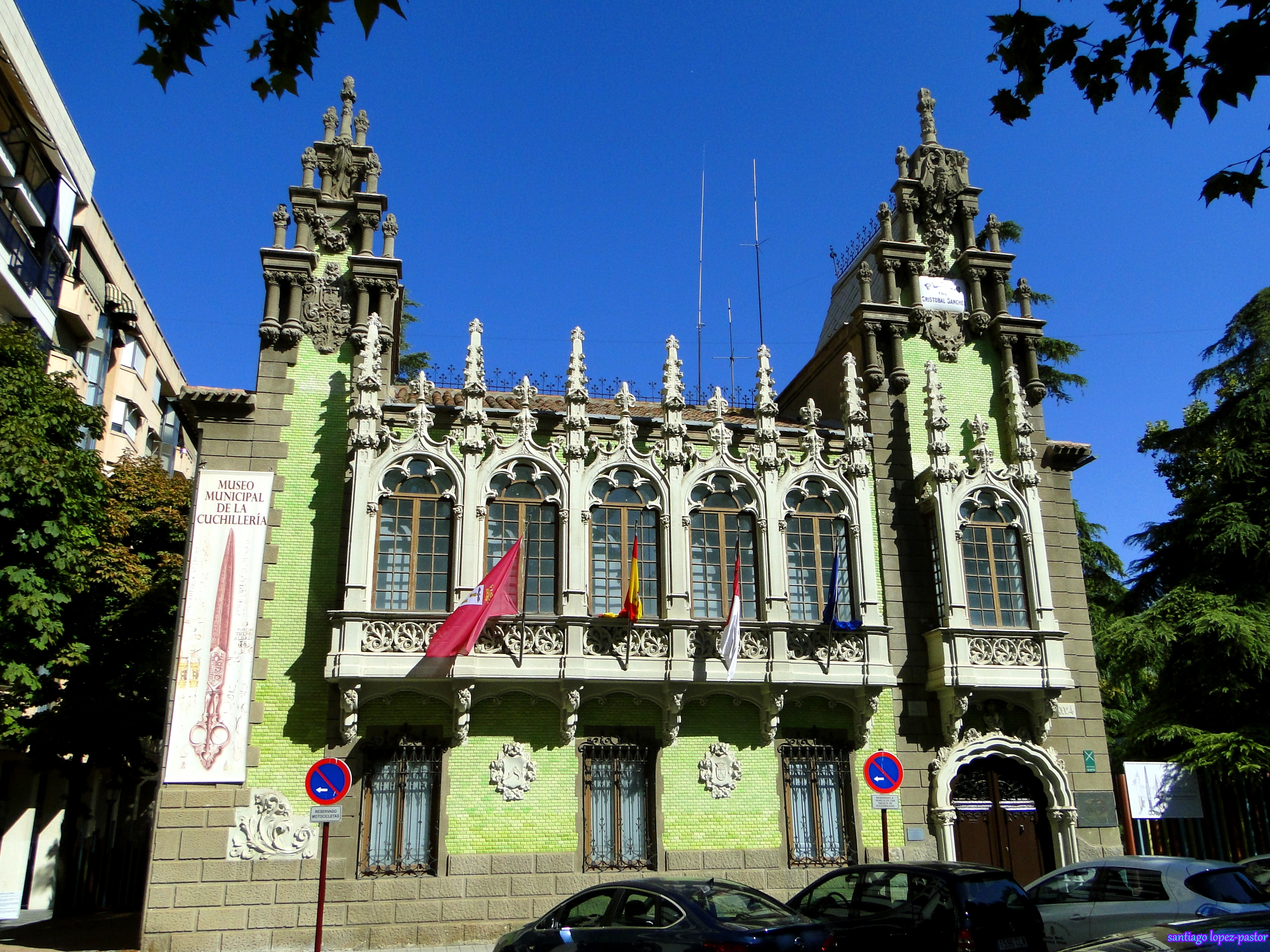
Museo de la Cuchillería de Albacete, una de las sedes de la feria

Ibercut, también referida como Feria Internacional de Cuchillería de Albacete, es una feria internacional de cuchillería que se celebra anualmente en la ciudad española de Albacete. Es el evento de cuchillería más importante que se lleva a cabo en España.

## Historia
Fruto de la tradición cuchillera de la capital manchega, Ibercut nació en 2009 con el fin de dar a conocer las obras de arte cuchilleras que se fabrican en España, especialmente en Albacete, y en el resto del mundo. En 2022 el evento coincidió con la celebración de la capitalidad mundial de la cuchillería.

## Características

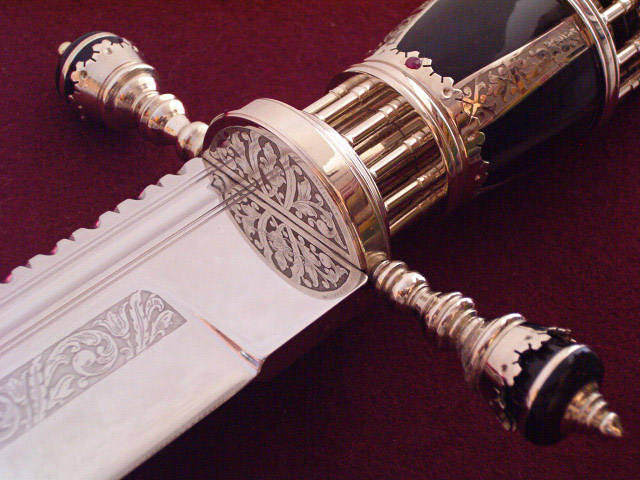
Cuchillo Cowles expuesto en el Museo de la Cuchillería de Albacete

En Ibercut se exhiben y venden productos artesanales únicos, se imparten conferencias a cargo de los mayores expertos en la materia y se realizan talleres en vivo para conocer los secretos que envuelven al arte de la cuchillería. A ella acuden artesanos de todo el mundo. Es organizada por APRECU (Asociación Provincial de Empresarios de la Cuchillería y Afines) en colaboración con la Institución Ferial de Albacete.

## Sede
Ibercut ha tenido varias ubicaciones a lo largo de su historia, desde la plaza del Museo de la Cuchillería de Albacete en un recinto levantado para tal fin hasta el Centro Cultural La Asunción. Asimismo, el Recinto Ferial de Albacete acoge un Salón de la Cuchillería donde se exponen valiosas piezas cuchilleras.